# Linnaemya fulgens
Linnaemya fulgens là một loài ruồi trong họ Tachinidae.